# Odynerus sjoestedti
Odynerus sjoestedti är en stekelart som beskrevs av Cameron. Odynerus sjoestedti ingår i släktet lergetingar, och familjen Eumenidae. Inga underarter finns listade i Catalogue of Life.